# Сушковка
Су́шковка (укр. Сушківка) — село в Уманском районе Черкасской области Украины.
Население по переписи 2001 года составляло 1248 человек. Почтовый индекс — 20353. Телефонный код — 4744.

## Местный совет
20353, Черкасская обл., Уманский р-н, с. Сушковка, ул. Гагарина